# Esqui aquático nos Jogos Sul-Americanos de 2022
As competições de esqui aquático nos Jogos Sul-Americanos de 2022 em Assunção, Paraguai, foram realizadas entre 7 e 9 de outubro de 2022 no Costanera Padre Bolik, Encarnación.

## Calendário
O calendário da competição foi o seguinte:
| P | Preliminares | F | Rodada final |

| DataEvento | Sex 7 | Sáb 8 | Dom 9 |
| ---------- | ----- | ----- | ----- |
| Slalom     | P     | F     |       |
| Rampa      | P     | F     |       |
| Truques    | P     | F     |       |
| Geral      | P     |       | F     |
| Wakeboard  |       | P     | F     |

## Resumo de medalhas

### Quadro de medalhas
| Pos.               | País               | Ouro | Prata | Bronze | Total |
| ------------------ | ------------------ | ---- | ----- | ------ | ----- |
| 1                  | CHI Chile          | 4    | 4     | 4      | 12    |
| 2                  | ARG Argentina      | 4    | 1     | 2      | 7     |
| 3                  | COL Colômbia       | 1    | 4     | 2      | 7     |
| 4                  | BRA Brasil         | 1    | 0     | 2      | 3     |
| 5                  | PER Peru           | 0    | 1     | 0      | 1     |
| Total (5 entradas) | Total (5 entradas) | 10   | 10    | 10     | 30    |

### Medalhistas

#### Masculino
| Evento    | Ouro                         | Prata                        | Bronze                         |
| --------- | ---------------------------- | ---------------------------- | ------------------------------ |
| Slalom    | Felipe Neves BRA Brasil      | Santiago Correa COL Colômbia | Juan Piwonka CHI Chile         |
| Rampa     | Tobías Giorgis ARG Argentina | Emile Ritter CHI Chile       | Patricio Álvarez ARG Argentina |
| Truques   | Matías González CHI Chile    | Tobías Giorgis ARG Argentina | Martín Labra CHI Chile         |
| Geral     | Tobías Giorgis ARG Argentina | Martín Labra CHI Chile       | Patricio Zohar ARG Argentina   |
| Wakeboard | Kai Ditsch ARG Argentina     | Jorge Rocha COL Colômbia     | Pedro Pedroso BRA Brasil       |

#### Women
| Evento    | Ouro                           | Prata                          | Bronze                         |
| --------- | ------------------------------ | ------------------------------ | ------------------------------ |
| Slalom    | Dominga González CHI Chile     | Valentina González CHI Chile   | Daniela Verswyvel COL Colômbia |
| Rampa     | Valentina González CHI Chile   | Martina Lalinde COL Colômbia   | Daniela Verswyvel COL Colômbia |
| Truques   | Daniela Verswyvel COL Colômbia | Natalia Cuglievan PER Peru     | Valentina González CHI Chile   |
| Geral     | Valentina González CHI Chile   | Daniela Verswyvel COL Colômbia | Dominga González CHI Chile     |
| Wakeboard | Eugenia de Armas ARG Argentina | Ignacia Holscher CHI Chile     | Mariana Osmak BRA Brasil       |

## Participação
Sete nações participaram de eventos de esqui aquático dos Jogos Sul-Americanos de 2022.
- ARG Argentina
- BRA Brasil
- CHI Chile
- COL Colômbia
- PAR Paraguai
- PER Peru
- URU Uruguai